# 弱酸
弱酸（Weak acid）是指在溶液中不完全電離的酸。如用常用的HA去表示酸，那在水溶液中除了電離出質子H+外，仍有為數不少的HA在溶液當中。以下化學式可以表示這關係：
{\displaystyle \mathrm {HA_{(aq)}\,\leftrightarrow \,H^{+}\,_{(aq)}+\,A^{-}\,_{(aq)}} .}
其溶液於平衡時，反應物及生成物的關係可用酸度係數（Ka）表示如下：
{\displaystyle \mathrm {K_{a}\,=\,{\frac {[H^{+}\,][A^{-}\,]}{[HA]}}} }
Ka愈大（或是pKa值愈小），就代表有愈多的氫離子（H+）生成，其pH值也就愈小。弱酸的Ka值大約在1.8×10-16 与 55.5之間，或是pKa值大於-1.76。因此，除了少數的酸被定義為強酸或超強酸外，大部分的酸均是弱酸。有機酸也是弱酸的重要一環。

## 常见的弱酸
常見的家用弱有機酸包括醋內的乙酸，檸檬及不少水果內的檸檬酸等；無機酸當中如用作抗菌劑的硼酸，及用在汽水當中的碳酸和磷酸等。
- 氢硫酸 {\displaystyle {\ce {H2S}}}
- 氰化氫 {\displaystyle {\ce {HCN}}}（又称氫氰酸）
- 氢氟酸 {\displaystyle {\ce {HF}}}
- 磷酸 {\displaystyle {\ce {H3PO4}}}
- 硼酸 {\displaystyle {\ce {H3BO3}}}
- 甲酸 {\displaystyle {\ce {HCOOH}}}
- 碳酸 {\displaystyle {\ce {H2CO3}}}
- 乙酸 {\displaystyle {\ce {CH3COOH}}}
- 柠檬酸 {\displaystyle {\ce {C6H8O7}}}